# Волоскові клітини
Волоскові клітини — рецепторні клітини органів чуття; спеціалізовані видоквіпауімінені епітеліальні клітини з тоненькими виростами — волосками, зануреними в желеподібну покривну мембрану, що накриває клітини.

## Периферійна частина вуха
Периферійною частиною органа слуху та рівноваги є вухо, яке складається з трьох частин: зовнішнього вуха, яке сприймає звукові коливання, а також лінійні та кутові прискорення в тому числі прискорення сили важкості; середнього вуха, елементи якого передають коливання барабанної перетинки на перелімфу завитки; внутрішнього вуха, де коливання перелімфи трансформуються у нервові імпульси, які починаються аферентним нервом, який передає імпульси неасоціативні нейрони й далі в кору великого мозку.

## Походження
Органи чуття за походженням і будовою класифікують на 3 типи: Нейросенсорні (первинночутливі), їхні рецепторні клітини є нервові й утворюються зі стінки мозкових пухирців до них відносяться: орган зору, орган нюху. Сенсоепітеліальні (вторинночутливі) їхні рецепторні клітини є епітеліальні й утворюються з ектодерми, до них відносяться: орган слуху та рівноваги, орган смаку, рецепторні (капсульовані та некапсульовані) нервові закінчення, які не мають чіткої органної будови.